# Grærup
Grærup er en bebyggelse i Sydvestjylland, beliggende i Ål Sogn mellem Vejers og Børsmose. Bebyggelsen ligger i Varde Kommune og tilhører Region Syddanmark.
Grærup blev indlemmet i Oksbøl Skyde- og Øvelsesterræn i 1967-69, hvor huse og jorder i byen blev eksproprieret. Der bor derfor ingen mennesker i Grærup mere.
Ved Vestkysten 3 kilometer fra Grærup ligger sommerhusområdet Grærup Strand.
55°38′30″N 8°10′30″Ø / 55.64167°N 8.17500°Ø